# Наж
Наж (фр. Nages, окс. Najas) — коммуна во Франции, находится в регионе Юг — Пиренеи. Департамент — Тарн. Входит в состав кантона От-Тер-д’Ок. Округ коммуны — Кастр.
Код INSEE коммуны — 81193.

## География

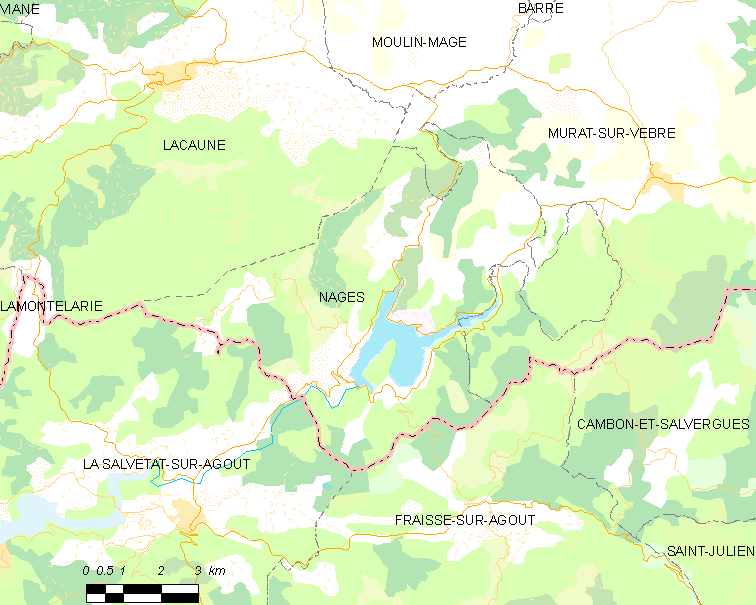
Карта коммуны

Коммуна расположена приблизительно в 580 км к югу от Парижа, в 110 км восточнее Тулузы, в 60 км к юго-востоку от Альби.
В центре коммуны расположено озеро Лауза, в которое впадают реки Вебр и Вьо.

## Климат
Климат умеренно-океанический. Зима мягкая и дождливая, лето жаркое с частыми грозами. Ветры довольно редки.

## Население
Население коммуны на 2010 год составляло 338 человек.
| 1962 | 1968 | 1975 | 1982 | 1990 | 1999 | 2010 |
| ---- | ---- | ---- | ---- | ---- | ---- | ---- |
| 589  | 494  | 387  | 330  | 321  | 331  | 338  |

## Администрация
| Период | Период | Фамилия       | Партия        | Примечания               |
| ------ | ------ | ------------- | ------------- | ------------------------ |
| 1955   | 1974   | Гюстав Терон  |               |                          |
| 1974   | 1989   | Жозеф Пистр   |               |                          |
| 1989   | 2008   | Робер Пистр   | Разные правые | член генерального совета |
| 2008   | 2014   | Франсуа Жукла |               |                          |
| 2014   | 2020   | Ален Каброль  |               |                          |

## Экономика
В 2007 году среди 214 человек в трудоспособном возрасте (15—64 лет) 132 были экономически активными, 82 — неактивными (показатель активности — 61,7 %, в 1999 году было 65,8 %). Из 132 активных работали 120 человек (69 мужчин и 51 женщина), безработных было 12 (4 мужчины и 8 женщин). Среди 82 неактивных 8 человек были учениками или студентами, 47 — пенсионерами, 27 были неактивными по другим причинам.

## Фотогалерея

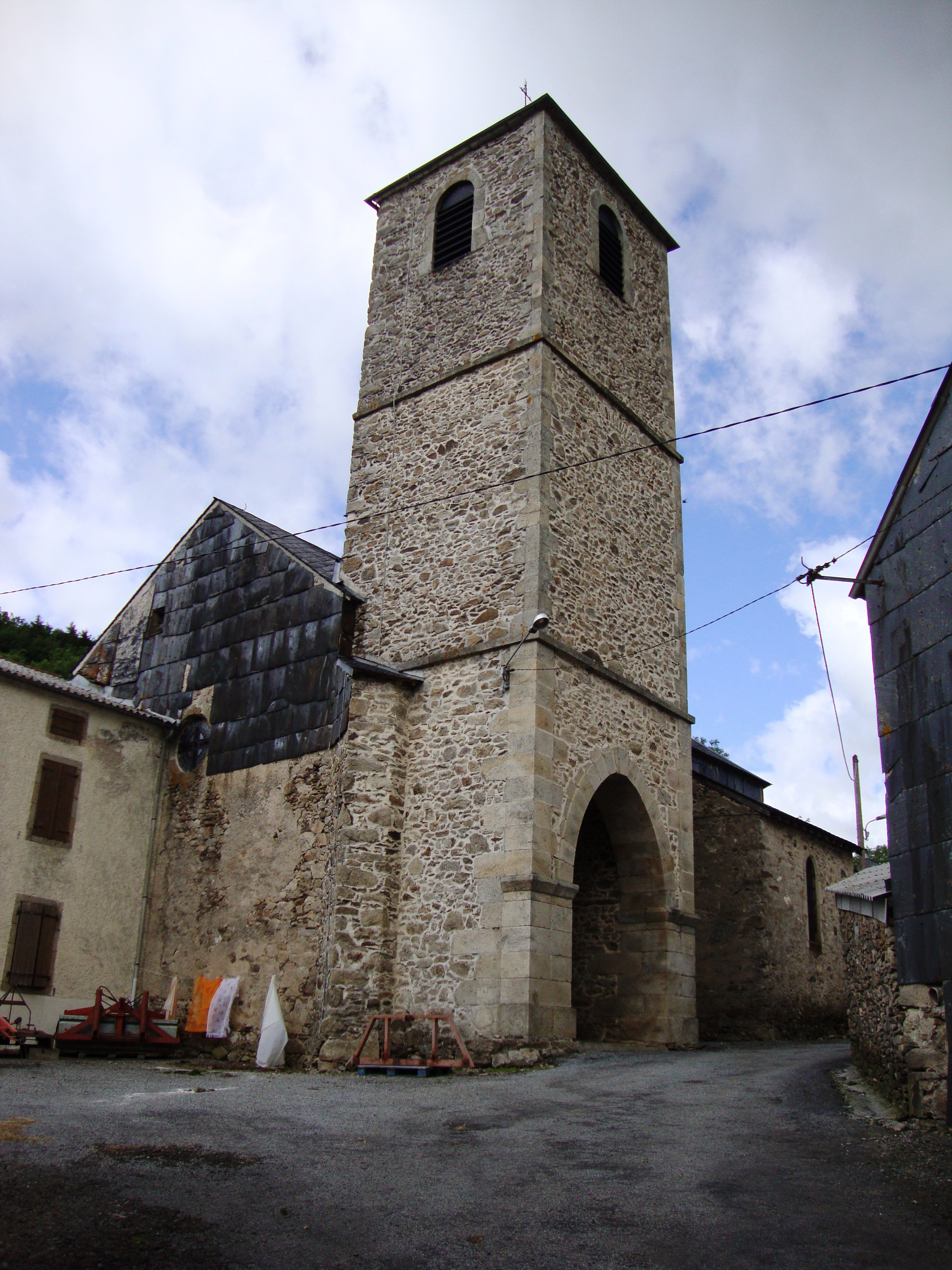
Церковь Нотр-Дам
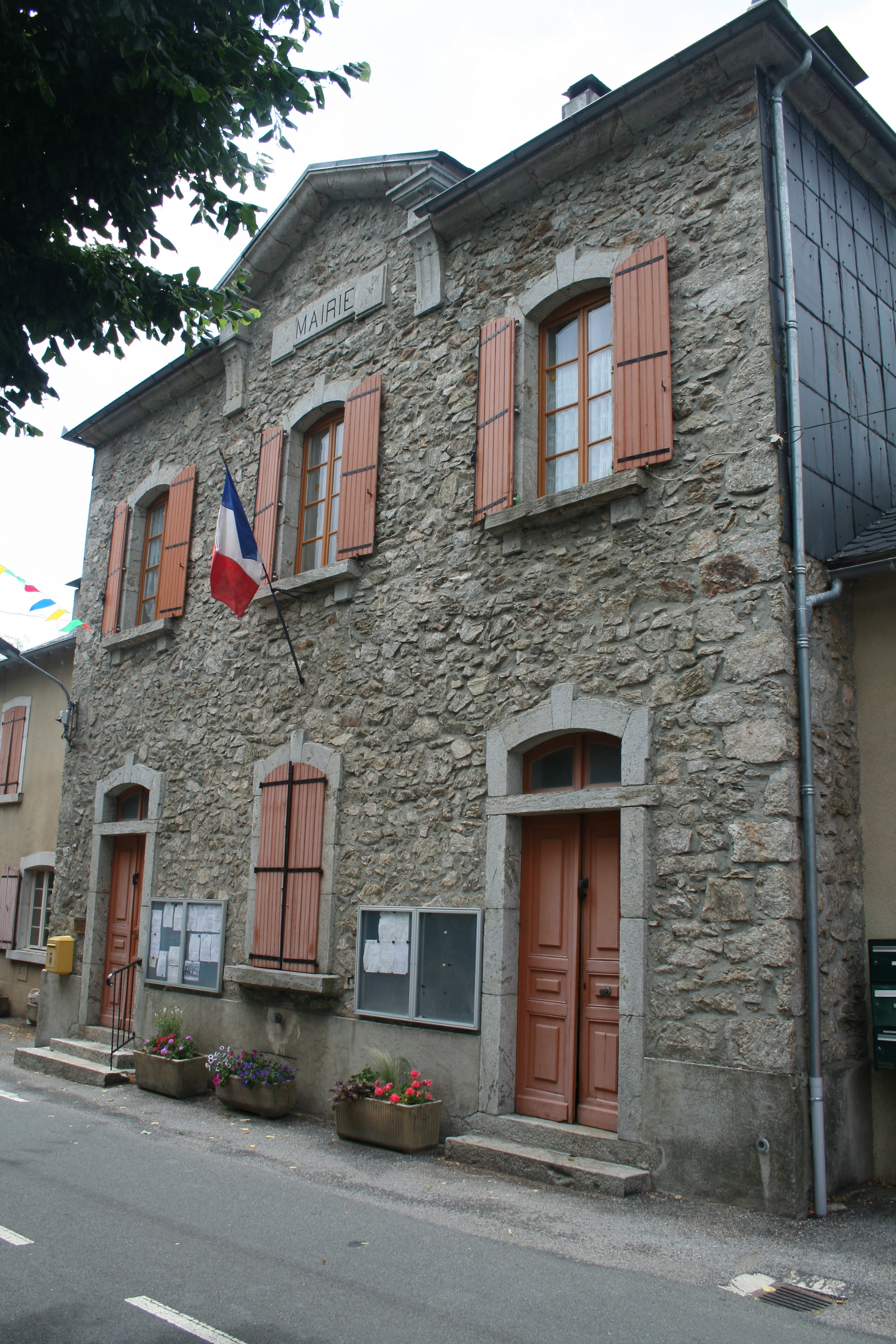
Мэрия
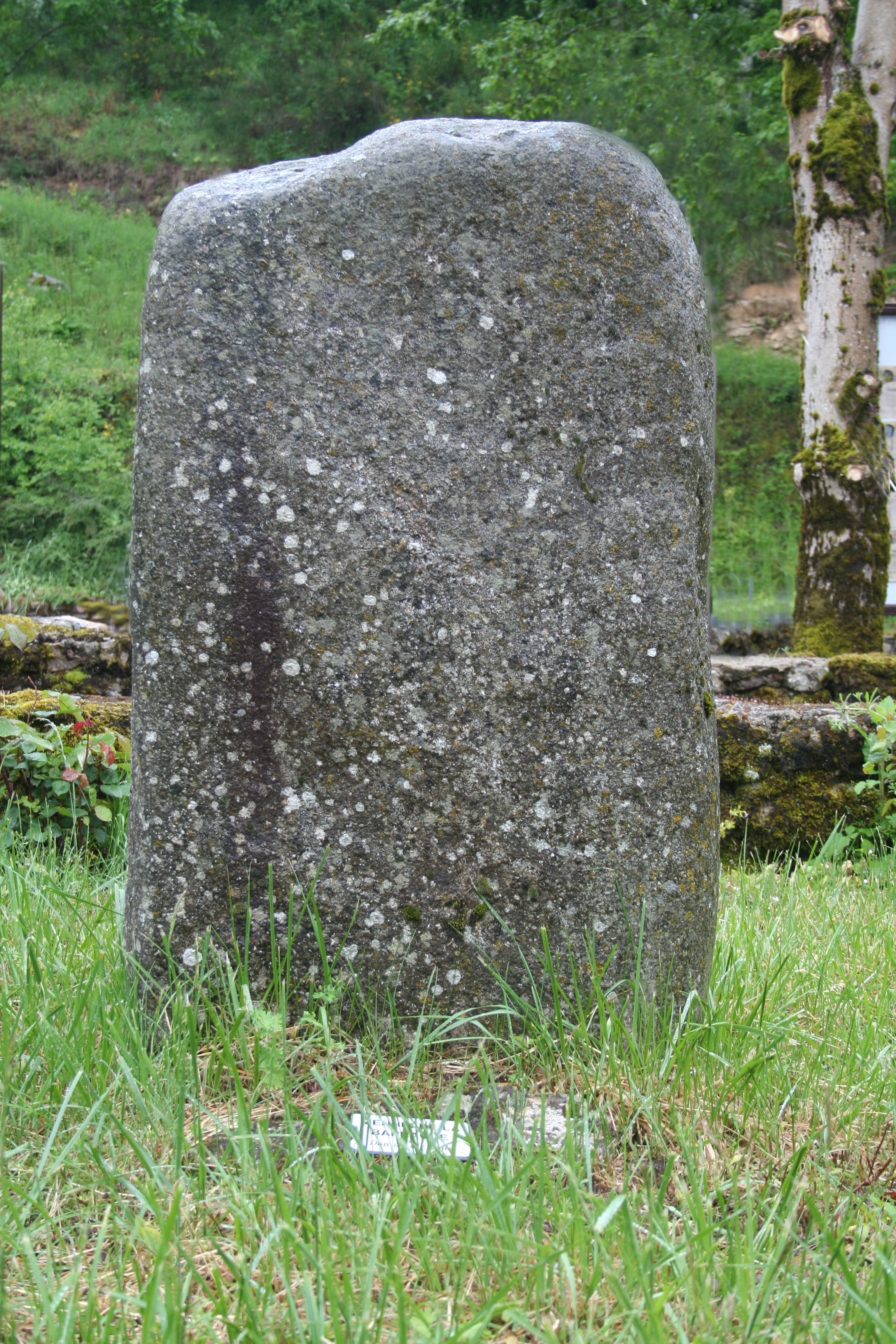
Менгир Баррак
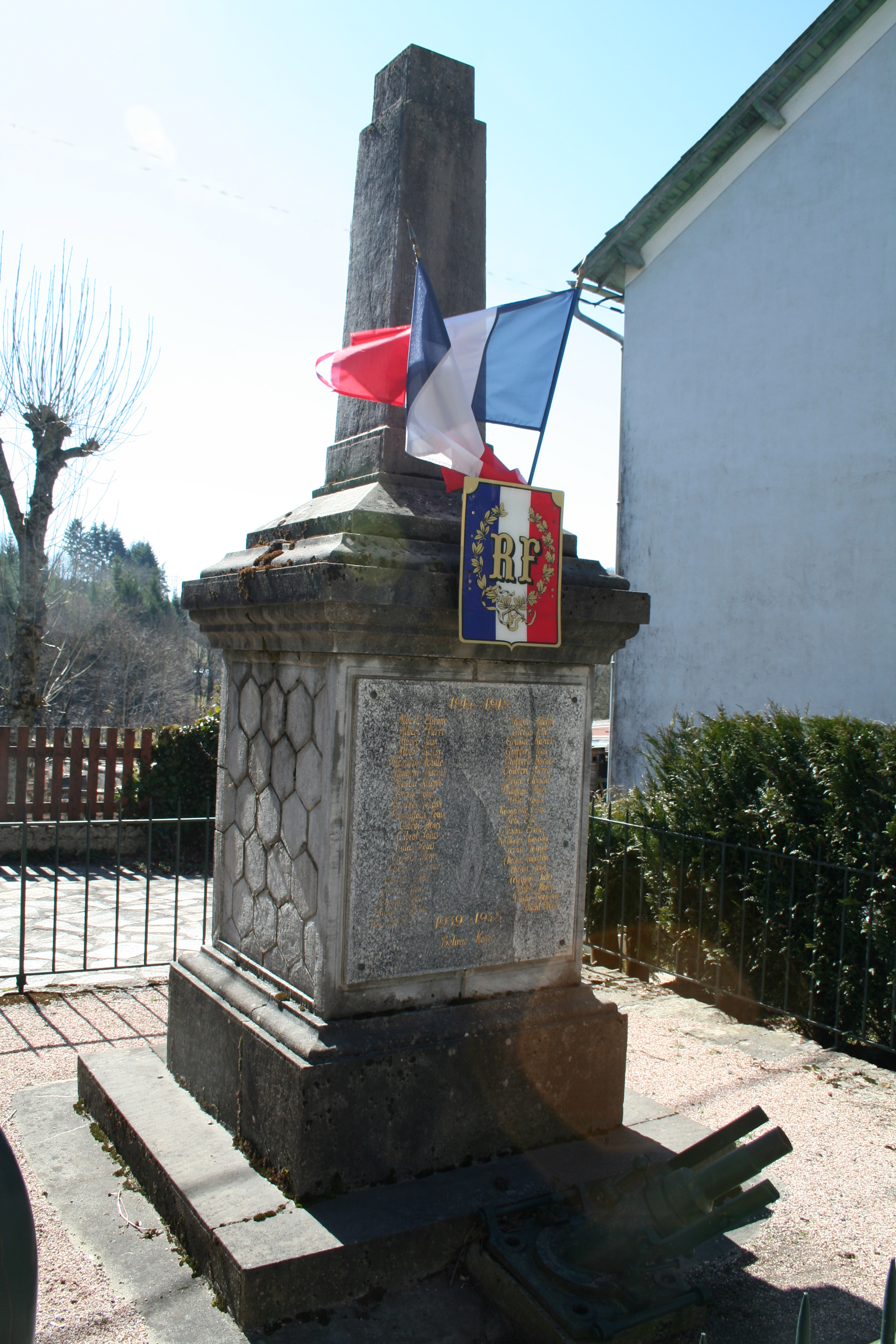
Военный мемориал
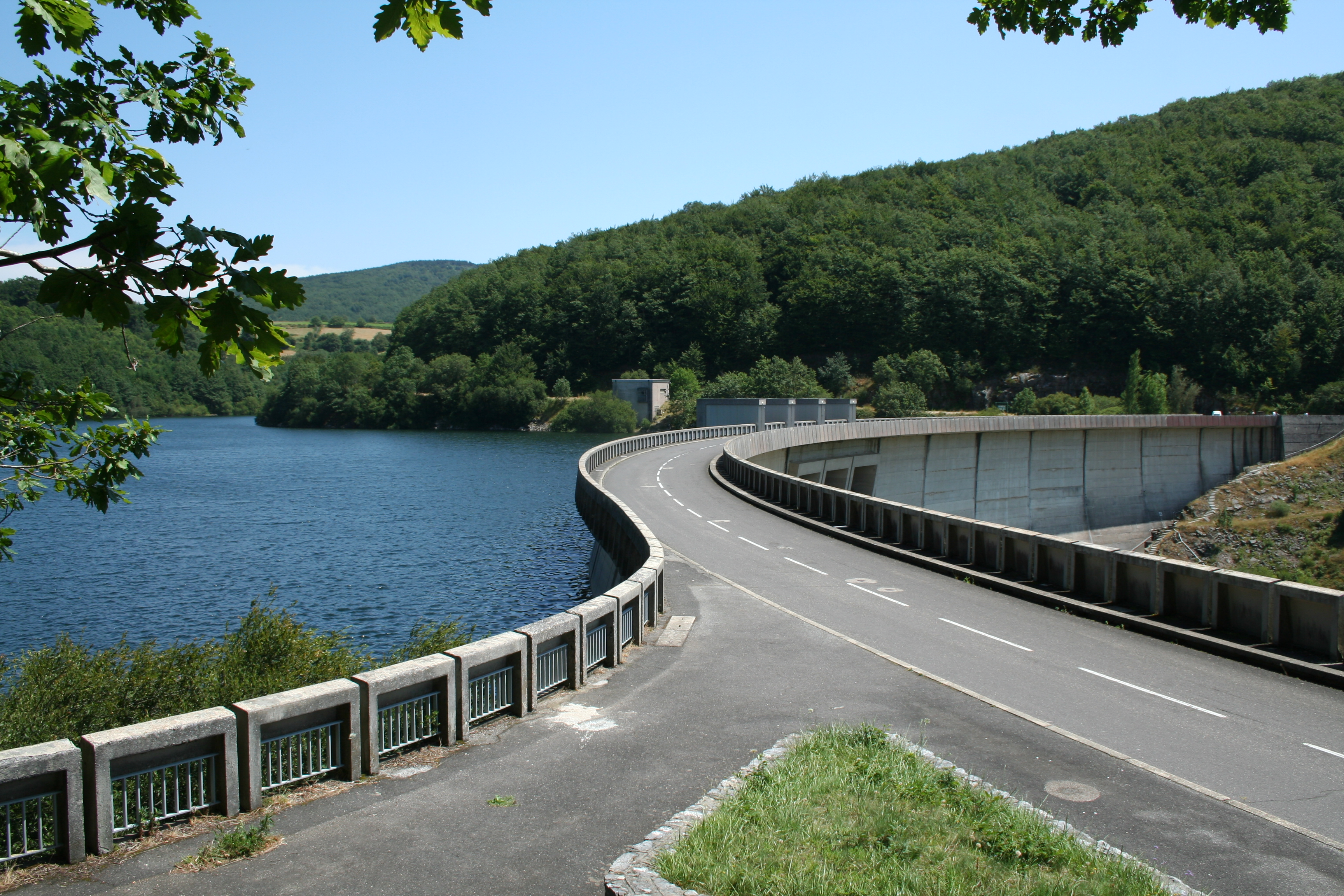
Плотина и озеро Лауза
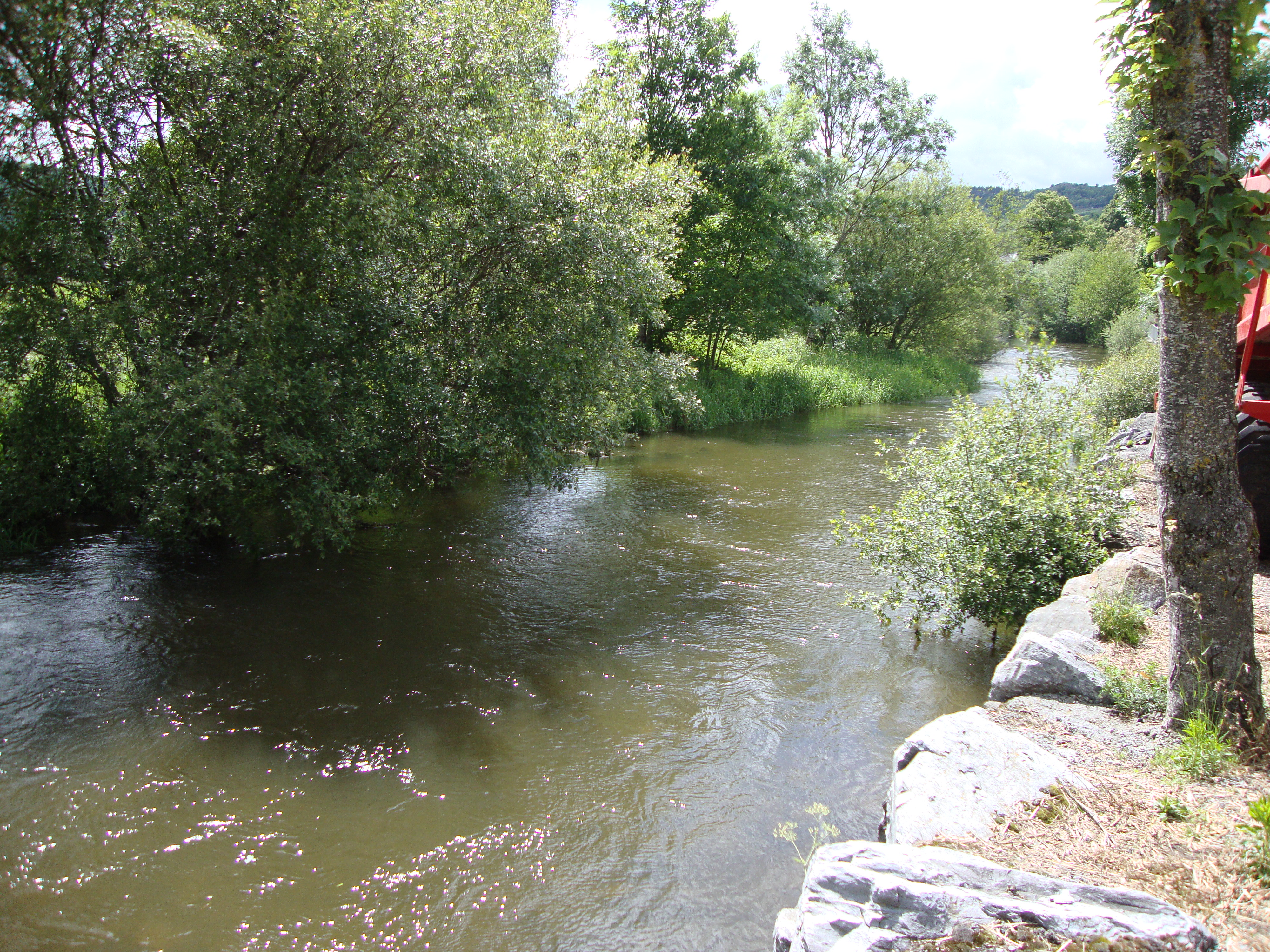
Река Вебр